# Biblioteca Nacional da África do Sul
A Biblioteca Nacional da África do Sul (em inglêsː National Library of South Africa) é um órgão estatutário que tem como função preservar, ampliar e promover o acesso ao patrimônio documental da África do Sul. A biblioteca foi fundada em 1999, unindo a antiga Biblioteca Estadual em Pretória com a antiga Biblioteca Publica Sul-Africana na Cidade do Cabo.

## História
Em 1818, a Biblioteca Sul-Africana na Cidade do Cabo foi fundada pelo governo colonial britânico, com o colono holandês Johann von Dessin doando uma coleção com 4.500 volumes de temas variados como teologia, direito, medicina, filosofia, matemática, história natural, geografia e filosofia. Em 1822, tornou-se uma biblioteca pública, sendo financiada pela taxação do vinho. No ano de 1829, a biblioteca parou de ser financiada pelo governo colonial e passou a ser uma biblioteca de assinatura autônoma.
No ano de 1887, a Biblioteca Estadual em Pretória foi fundada, com a doação de livros feita pela Holanda. Era financiada através das Instituições de Apoio ao Estado.
As bibliotecas eram focadas nas culturas dos países colonizadores, Holanda e Reino Unido; e as funções e restrições de acesso as bibliotecas modificavam com os sucessivos governos, até o ano de 1994. Com a democracia da África do Sul restabelecida em 1994, as funções e o acesso às bibliotecas foram modificadas. Alguns anos antes de se tornarem a Biblioteca Nacional, ambas as bibliotecas estavam em declínio.
Em 1 de novembro de 1999, a Biblioteca Nacional da África do Sul foi fundada, com a junção da Biblioteca Publica Sul-Africana na Cidade do Cabo com a Biblioteca Estatal em Pretória, sob a Lei Nacional de Bibliotecas de 1998.

## Acervo
As coleções são captadas através de depósito legal, compras e doações. No acervo contém manuscritos raros, livros publicados na África do Sul, periódicos, documentos governamentais, publicações oficiais nacionais e estrangeiras, mapas, relatórios técnicos africanos, jornais, fotografias, pinturas e outras obras de arte. Os documentos estão acessíveis em formato digital, online, CD e microfilmes.
A biblioteca abriga a Coleção Grey, que é composta por 132 manuscritos medievais e renascentistas, que pertenciam a Sir George Grey, governador colonial da África do Sul. Os manuscritos estão microfilmados e estão em Inglês, latim, holandês, italiano, persa, francês, alemão, grego, hebraico e ge'ez. Também abriga, em seu acervo, a coleção de Johann Nicolaus von Dessin; a Coleção Dessiniana; a Coleção Fairbridge, que é composta por 7.000 livros de temas variados, adquiridos por Sir Abe Bailey para a biblioteca. A coleção Bleek, com os desenhos !Kung; e os manuscritos de pessoais de Jan Hendrik Hofmeyer, John X. Merriman, J.C Molteno, W.P Schreiner, Olive Schreiner, Clare Goodlatte, C.P. Hoogenhout, C. Louis Leipoldt, Ruth Prowse e John Knox Bokwe.
Pela legislação do depósito legal, cópias de todos os periódicos e jornais publicados atualmente na África do Sul são mantidos na biblioteca. Na coleção de periódicos antigos está o primeiro jornal sul-africano, o Cape Town Gazette and African Advertiser de 1800; também se encontra o jornal sul-africano Commercial Advertiser de 1824; o Gentleman's Magazine de 1731 a 1907; o Philosophical Transactions of the Royal Society of London de 1655 a 1950; e a Curtis’s Botanical Magazine de 1787.
As publicações do governo sul-africano são recebidas na biblioteca, em sua maioria, por depósito legal. Na coleção de publicações antigas, está as publicações histórias de Transvaal, Natal, Estado Livre de Orange e Sudoeste da África (atual Namíbia). Das publicações governamentais da África Austral, inclui as de Rodésia (atual Zimbabwe), Botswana, Lesoto, Suazilândia, Zâmbia e Malawi. Também inclui documentos parlamentares britânicos referentes a África Austral. Das publicações oficiais estrangeiras, a biblioteca possui publicações da Liga das Nações de 1920 a 1946; publicações das Nações Unidas; do Banco Mundial; publicações oficiais da Austrália, Bélgica, Canadá e Alemanha; e publicações governamentais federal dos Estados Unidos.
Por depósito legal, a biblioteca possui cópias de mapas sul-africanos atualizados. Dos mapas e Atlas, o mais antigo é a edição do Mercator’s Atlas sive Cosmographicae meditationes de fabrica mundi et fabricati figura, de 1619. Também consta duas cópias do Blaeu Atlas, uma delas em cores, de 1664 e 1665; um mapa produzido pelo British War Office durante a Guerra Anglo-Boer.